# Heinrich Graesel
Johann Georg Heinrich Graesel (Gräsel) (* 15. August 1810 in Künsdorf; † 5. Oktober 1893 in Schleiz) war ein deutscher Richter und Politiker.

## Leben
Graesel war der Sohn des begüterten Einwohners Johann Georg Graesel aus Künsdorf und dessen Ehefrau Christiane Marie geborene Leheis aus Gräfenwart. Er war evangelisch-lutherischer Konfession und heiratete am 25. Juni 1839 in Saalburg Johanne Henriette Karoline Köcher (* 26. Juni 1818 in Saalburg; † 29. Juni 1883 in Schleiz), die Tochter des Gerbers, Viertelmeisters und Rats Johann Christian Wilhelm Köcher in Saalburg. Arnim Graesel und  Kurt Graesel sind seine Söhne.
Graesel studierte Staats- und Rechtswissenschaften und war anschließend Kandidat der Rechtswissenschaften in Saalburg als Expedient beim dortigen Justiz- und Inspektionsamt. Am 27. Juni 1833 erhielt er die Zulassung als Advokat bei den Eingangsgerichten in Reuß jüngerer Linie. Später und bis 1839 war er Aktuar beim Justiz- und Inspektionsamt Saalburg, bevor er dort die Verwaltung der Steuerrezeptur übertragen bekam, die er bis 1851 leitete. 1843 bis 1860 war er Amtsleiter des Justizamtes Saalburg, ab 1848 mit dem Titel eines Justizamtmanns. Am 12. Dezember 1860 wurde er als Dirigent der Abteilung der freiwilligen Gerichtsbarkeit und der Verwaltung an das Justizamt Schleiz versetzt. Dort wurde er 1863 Vorstand der Abteilung der freiwilligen Gerichtsbarkeit. 1865 erhielt er die Ernennung zum Kreisgerichtsrat am Kreisgericht Schleiz und wurde dort später Kreisgerichtsdirektor.
1857 wurde er zum Justizrat ernannt und 1869 mit dem fürstlichen Zivilehrenkreuz I. Klasse ausgezeichnet.
Vom 21. Mai bis zum 25. Juni 1852 war er als Stellvertreter von Moritz Fuchs Abgeordneter im Landtag Reuß jüngerer Linie. 